# Cristina Lestander
Cristina Lestander (* 27. Juni 1962 in Bern als Cristina Wirz) ist eine Schweizer Curlerin.

## Karriere
Ihr internationales Debüt hatte Lestander bei der Weltmeisterschaft 1982 in Genf, sie blieb aber ohne Medaille.
1983 gewann sie bei der WM in Moose Jaw mit der Goldmedaille ihr erstes Edelmetall.
Lestander spielte als Skip der Schweizer Mannschaft bei den XV. Olympischen Winterspielen 1988 in Calgary im Curling. Die Mannschaft belegte den siebten Platz.

## Erfolge
- Weltmeisterin 1983
- 3. Platz Europameisterschaft 1983, 1988, 1990
- 1. Rang World Seniors Curling Championships 2022
- 3. Rang World Seniors Curling Championships 2017
- Frances Brodie Award 1989